# Bernadí Muntanya de Montserrat
Bernadí Muntanya de Montserrat o Bernardino Montaña de Monserrate (Barcelona, ~1480 - Valladolid, 1558) fou un cirurgià i anatomista probablement va estudiar medicina a la Facultat de Medicina de Montpeller. Va viure gran part de la seva vida a Valladolid, i en la universitat d'aquesta ciutat ocupà la càtedra d'anatomia, també va ser metge i cirurgià de l'Emperador Carles I. El seu llibre d'anatomia del 1551 és el primer tractat d'anatomia en llengua castellana, Libro de la Anothomia del Hombre que va ser imprès a Valladolid en la impremta de Sebastián Martínez, l'any 1551. Aquest llibre conté nombroses il·lustracions sobre l'anatomia del cos humà.